# Yago (telenovela)
Yago é uma série-novela mexicana produzida por Carmen Armendáriz para a Televisa e exibida pelo Las Estrellas de 23 de agosto a 23 de dezembro de 2016, no horário das 22h30, sendo a única telenovela exibida nesta faixa desde o fim de Los exitosos Pérez. É uma adaptação da série turca Ezel, produzida em 2009. É protagonizada por Iván Sánchez e Gabriela de la Garza e antagonizada por Flavio Medina e Manuel Ojeda.

## Sinopse
Amigos desde crianças, Omar (Francisco Pizaña), Abel (Pablo Valentín) e Lucio (Flavio Medina) se amam como irmãos apesar de serem muito diferentes. O talento e a sorte de Omar provocam a inveja de Lucio, que não suporta perder sempre ante seu amigo e guarda um intenso desejo de prejudica-lo, enquanto Abel prefere sempre tomar o caminho fácil e se unir com o que mais lhe convém.
Quando Sara (Gabriela de la Garza) começa a viver em seu bairro, Omar se apaixona perdidamente, mas ela é uma ladra manejada por seu pai Damián (Manuel Ojeda), um homem vil que a chantageia para que se aproveite de Omar e assim possam consumar o roubo a um casino em que ele trabalha. Quando Lucio descobre, decide ajudá-los e arrasta Abel com ele. Lucio é o cérebro, Abel o executor e Sara a isca na traição de Omar.
O plano dá certo e Omar termina na prisão depois que Sara depõe contra ele. É condenado a passar o resto de sua vida na cadeia, onde sua frustração e seu desejo de vingança crescem dia a dia.
Lá Omar conhece Fidel (Patricio Castillo), um inteligente e poderoso mafioso que se transforma em seu mentor. Um incêndio provocado no presidio permite que Fidel convença a todos de que Omar está morto, e assim lhe oferece uma alternativa para se vingar das pessoas que o traíram: mudar seu rosto e sua identidade, se transformando em uma pessoa sem limites de vingança.
É assim como Omar volta a recuperar sua vida transformado em Yago (Iván Sánchez), um empresário espanhol milionário que se apresenta ante Abel, Lucio e Sara para faze-los pagar pelo que lhe fizeram no passado.

## Elenco
- Iván Sánchez - Yago Vila[1]
- Gabriela de la Garza - Sara Madrigal[2]
- Flavio Medina - Lucio Sarquis[2]
- Pablo Valentín - Abel Cruces[2]
- Patricio Castillo - Fidel Yampolski[2]
- Manuel Ojeda - Damián Madrigal[2]
- Rosa María Bianchi - Melina[2]
- Juan Carlos Colombo - Jonás Guerrero
- Karina Gidi - Selma
- Mario Zaragoza - Camilo Michell
- Sophie Alexander - Katia[2]
- Ximena Romo - Ámbar Madrigal[2]
- Ricardo Leguízamo - Teo
- Adrián Alonso - Bruno Guerrero
- Fernanda Arozqueta - Alejandra
- Cassandra Sánchez Navarro - Ximena
- Jade Fraser - Julia Michell/Fabiana Yampolski
- Enoc Leaño - Thomas
- Francisco Pizaña - Omar Guerrero